# Boston Celtics 2012-2013
La stagione 2012-13 dei Boston Celtics fu la 67ª nella NBA per la franchigia.

## Scelta draft
| Giro | Chiamata | Giocatore       | Ruolo | Nazionalità | College/Club        |
| ---- | -------- | --------------- | ----- | ----------- | ------------------- |
| 1    | 21       | Jared Sullinger | AG    | Stati Uniti | Ohio State Buckeyes |
| 1    | 22       | Fab Melo        | C     | Brasile     | Syracuse Orange     |
| 2    | 51       | Kris Joseph     | AP    | Canada      | Syracuse Orange     |

## Acquisti e Free Agent

### Free Agent
Alla fine della stagione 2011-12 sono diventati free agent:
| Numero | Giocatore           | Ruolo                         | Anno di Nascita | Nazionalità | Firmato             |
| ------ | ------------------- | ----------------------------- | --------------- | ----------- | ------------------- |
| 20     | Ray Allen           | Guardia tiratrice             | 1975            | Stati Uniti | Miami Heat          |
| 30     | Brandon Bass        | Ala grande                    | 1985            | Stati Uniti | Boston Celtics      |
| 4      | Marquis Daniels     | Guardia/Ala piccola           | 1981            | Stati Uniti | Milwaukee Bucks     |
| 51     | Keyon Dooling       | Guardia                       | 1980            | Stati Uniti | Boston Celtics      |
| 5      | Kevin Garnett       | Centro                        | 1976            | Stati Uniti | Boston Celtics      |
| 50     | Ryan Hollins        | Centro                        | 1984            | Stati Uniti | L.A. Clippers       |
|        | Jermaine O'Neal     | Ala grande/Centro             | 1978            | Stati Uniti | Phoenix Suns        |
| 11     | Aleksandar Pavlović | Ala piccola                   | 1983            | Serbia      | Portland T. Blazers |
| 28     | Mickaël Piétrus     | Guardia tiratrice/Ala piccola | 1982            | Francia     |                     |
| 54     | Greg Stiemsma       | Centro                        | 1985            | Stati Uniti | Minnesota T'wolves  |
| 44     | Chris Wilcox        | Ala grande/Centro             | 1982            | Stati Uniti | Boston Celtics      |

### Acquisti e cessioni
Nell'estate del 2012 i Boston hanno messo sotto contratto
| Numero | Giocatore        | Ruolo                  | Anno di Nascita | Nazionalità | Provenienza           |
| ------ | ---------------- | ---------------------- | --------------- | ----------- | --------------------- |
|        | Jeff Green       | Ala grande/Ala piccola | 1986            | Stati Uniti | Free Agent            |
|        | Jason Terry      | Playmaker/Guardia      | 1977            | Stati Uniti | Dallas Mavericks (FA) |
|        | Courtney Lee     | Guardia                | 1985            | Stati Uniti | Houston Rockets       |
|        | Dionte Christmas | Ala piccola            | 1986            | Stati Uniti | PAOK Salonicco        |
|        | Jason Collins    | Ala grande/Centro      | 1978            | Stati Uniti | Atlanta Hawks (FA)    |
|        | Jamar Smith      | Ala                    | 1980            | Stati Uniti | Hitachi Sunrockers    |

Nell'estate 2012 i Boston hanno ceduto:
| Numero | Giocatore                         | Ruolo             | Anno di Nascita | Nazionalità | Destinazione        |
| ------ | --------------------------------- | ----------------- | --------------- | ----------- | ------------------- |
|        | JaJuan Johnson                    | Ala grande/Centro | 1989            | Stati Uniti | Houston Rockets     |
|        | E'Twaun Moore                     | Guardia           | 1989            | Stati Uniti | Houston Rockets     |
|        | Sean Williams                     | Ala grande        | 1986            | Stati Uniti | Houston Rockets     |
|        | 1 futura seconda scelta nel Draft |                   |                 |             | Houston Rockets     |
|        | Aleksandar Pavlović               | Ala piccola       | 1983            | Serbia      | Portland T. Blazers |
|        | 2 future seconde scelte nel Draft |                   |                 |             | Portland T. Blazers |

## Roster
| N° | Naz.                   | Ruolo | Sportivo          | Anno | Alt. | Peso \|\| |  |
| -- | ---------------------- | ----- | ----------------- | ---- | ---- | --------- |  |
| 0  | Stati Uniti (bandiera) | G     | Avery Bradley     | 1990 | 191  | 82        |  |
| 4  | Stati Uniti (bandiera) | G     | Jason Terry       | 1977 | 188  | 82        |  |
| 5  | Stati Uniti (bandiera) | A     | Kevin Garnett     | 1976 | 211  | 115       |  |
| 7  | Stati Uniti (bandiera) | AC    | Jared Sullinger   | 1992 | 206  | 120       |  |
| 8  | Stati Uniti (bandiera) | A     | Jeff Green        | 1986 | 206  | 107       |  |
| 9  | Stati Uniti (bandiera) | G     | Rajon Rondo       | 1986 | 185  | 78        |  |
| 11 | Stati Uniti (bandiera) | G     | Courtney Lee      | 1985 | 196  | 91        |  |
| 12 | Brasile (bandiera)     | G     | Leandro Barbosa   | 1982 | 191  | 80        |  |
| 12 | Stati Uniti (bandiera) | A     | D.J. White        | 1986 | 206  | 113       |  |
| 13 | Brasile (bandiera)     | C     | Fab Melo          | 1990 | 213  | 116       |  |
| 27 | Stati Uniti (bandiera) | G     | Jordan Crawford   | 1988 | 193  | 88        |  |
| 30 | Stati Uniti (bandiera) | AG    | Brandon Bass      | 1985 | 203  | 109       |  |
| 34 | Stati Uniti (bandiera) | A     | Paul Pierce       | 1977 | 201  | 104       |  |
| 41 | Stati Uniti (bandiera) | A     | Jarvis Varnado    | 1988 | 206  | 104       |  |
| 42 | Stati Uniti (bandiera) | A     | Shavlik Randolph  | 1983 | 208  | 107       |  |
| 43 | Canada (bandiera)      | A     | Kris Joseph       | 1988 | 201  | 99        |  |
| 44 | Stati Uniti (bandiera) | A     | Chris Wilcox      | 1982 | 208  | 100       |  |
| 55 | Stati Uniti (bandiera) | A     | Terrence Williams | 1987 | 198  | 100       |  |
| 98 | Stati Uniti (bandiera) | C     | Jason Collins     | 1978 | 213  | 116       |  |
| 99 | Serbia (bandiera)      | C     | Darko Miličić     | 1986 | 213  | 113       |  |

## Staff tecnico
- Allenatore: Doc Rivers
- Vice-allenatori: Armond Hill, Kevin Eastman, Mike Longabardi, Tyronn Lue, Jamie Young, Jay Larrañaga
- Preparatore atletico: Ed Lacerte
- Preparatore fisico: Bryan Doo

## Pre-stagione

### NBA Summer League
Nel 2012 i Celtics hanno partecipato alla Summer League a Orlando (Florida) dal 9 al 13 luglio e a Las Vegas (Nevada) dal 16 al 22 luglio.

#### Gare Orlando
| Arbitri: | Brent Barnaky Krystle Apellaniz Brandon Hiers |

|                    |          |            |
| Sullinger 20       | Punti    | 19 Jackson |
| Christmas, Moore 4 | Assist   | 2 Jackson  |
| Christmas 10       | Rimbalzi | 9 Hayward  |

| Arbitri: | Brent Barnaky Jason Goldenberg Rob Fessler |

|              |          |                      |
| Gibson 17    | Punti    | 16 Thornton          |
| Christmas 5  | Assist   | 3 Dennis             |
| Sullinger 12 | Rimbalzi | 10 Dunston, Morrison |

| Arbitri: | Marat Kogut Pualani Spurlock Josue Nieves |

|              |          |                       |
| Sullinger 16 | Punti    | 19 Stephenson         |
| Christmas 5  | Assist   | 3 Mavunga, Stephenson |
| Sullinger 8  | Rimbalzi | 12 Mavunga            |

| Arbitri: | Marat Kogut Brandon Hiers Chris Ford |

|                      |          |                           |
| Johnson, Joseph 17   | Punti    | 19 Knight                 |
| Christmas, Johnson 2 | Assist   | 14 Knight                 |
| Joseph 11            | Rimbalzi | 8 Daye, Drummond, English |

| Arbitri: | Karl Lane Rob Fessler Bris Ryzhyk |

|                     |          |            |
| Christmas 21        | Punti    | 16 Harper  |
| Christmas, Gibson 4 | Assist   | 4 Anderson |
| Melo 10             | Rimbalzi | 9 O'Quinn  |

#### Gare Las Vegas
| Arbitri: | Don Hudson Cheryl Flores Jaston Carter |

|                      |          |                   |
| Joseph, Sullinger 14 | Punti    | 12 Jenkins, Scott |
| Smith 3              | Assist   | 5 Taylor          |
| Sullinger 7          | Rimbalzi | 10 Benson         |

| Arbitri: | Janetta Graham Matt Morales Deidre Carr |

|                    |          |           |
| Moore 25           | Punti    | 25 Butler |
| Moore, Sullinger 2 | Assist   | 3 Butler  |
| Sullinger 14       | Rimbalzi | 13 Thomas |

| Arbitri: | James Williams Brady Chelette Misty Myers |

|              |          |             |
| Christmas 19 | Punti    | 19 Fredette |
| Gibson 4     | Assist   | 5 Fredette  |
| Sullinger 10 | Rimbalzi | 16 Robinson |

| Arbitri: | SirAllen Connor Gerald Williams Anthony Frankin |

|              |          |                   |
| Christmas 17 | Punti    | 22 Harris, Henson |
| Christmas 6  | Assist   | 4 Harris          |
| Sullinger 11 | Rimbalzi | 15 Sanders        |

| Arbitri: | JT Orr Scott Twardoski Matt Myers |

|                               |          |             |
| Gibson 14                     | Punti    | 26 Morrison |
| Brackins, Christmas, Sturtz 2 | Assist   | 7 Battle    |
| Sturtz 9                      | Rimbalzi | 8 Moore     |

### Amichevoli
| Assago 7 ottobre 2012, ore 18.00 | Boston Celtics                        | 105 – 75 (34-31, 21-11, 26-17, 24-16) referto | EA7 Emporio Armani Milano | Mediolanum Forum (10672 spett.)\| Arbitri: \| John Goble Borys Ryzhyk David Guthrie \| |
| Arbitri:                         | John Goble Borys Ryzhyk David Guthrie |                                               |                           |                                                                                        |

## Stagione

### Classifica

#### Atlantic Division
|    | Classifica         | V  | P  | %    | GB   |
| -- | ------------------ | -- | -- | ---- | ---- |
| 1. | N.Y. Knicks        | 54 | 28 | 65,9 | -    |
| 2. | Brooklyn Nets      | 49 | 33 | 59,8 | 2    |
| 3. | Boston Celtics     | 41 | 40 | 50,6 | 12,5 |
| 4. | Philadelphia 76ers | 34 | 48 | 41,5 | 20   |
| 5. | Toronto Raptors    | 34 | 48 | 41,5 | 20   |